# State Parks in Kansas
Dies ist eine Liste der State Parks im US-Bundesstaat Kansas. Die Parks werden vom Department of Wildlife, Parks and Tourism betrieben.

## Alphabetische Auflistung
- Cedar Bluff State Park
- Cheney State Park
- Clinton State Park
- Crawford State Park
- Cross Timbers State Park
- Eisenhower State Park
- El Dorado State Park
- Elk City State Park
- Fall River State Park
- Glen Elder State Park
- Hillsdale State Park
- Kanopolis State Park
- Kaw River State Park
- Lovewell State Park
- Meade State Park
- Milford State Park
- Mushroom Rock State Park
- Perry State Park
- Pomona State Park
- Prairie Dog State Park
- Prairie Spirit Trail State Park
- Sand Hills State Park
- Scott State Park
- Tuttle Creek State Park
- Webster State Park
- Wilson State Park

## Galerie

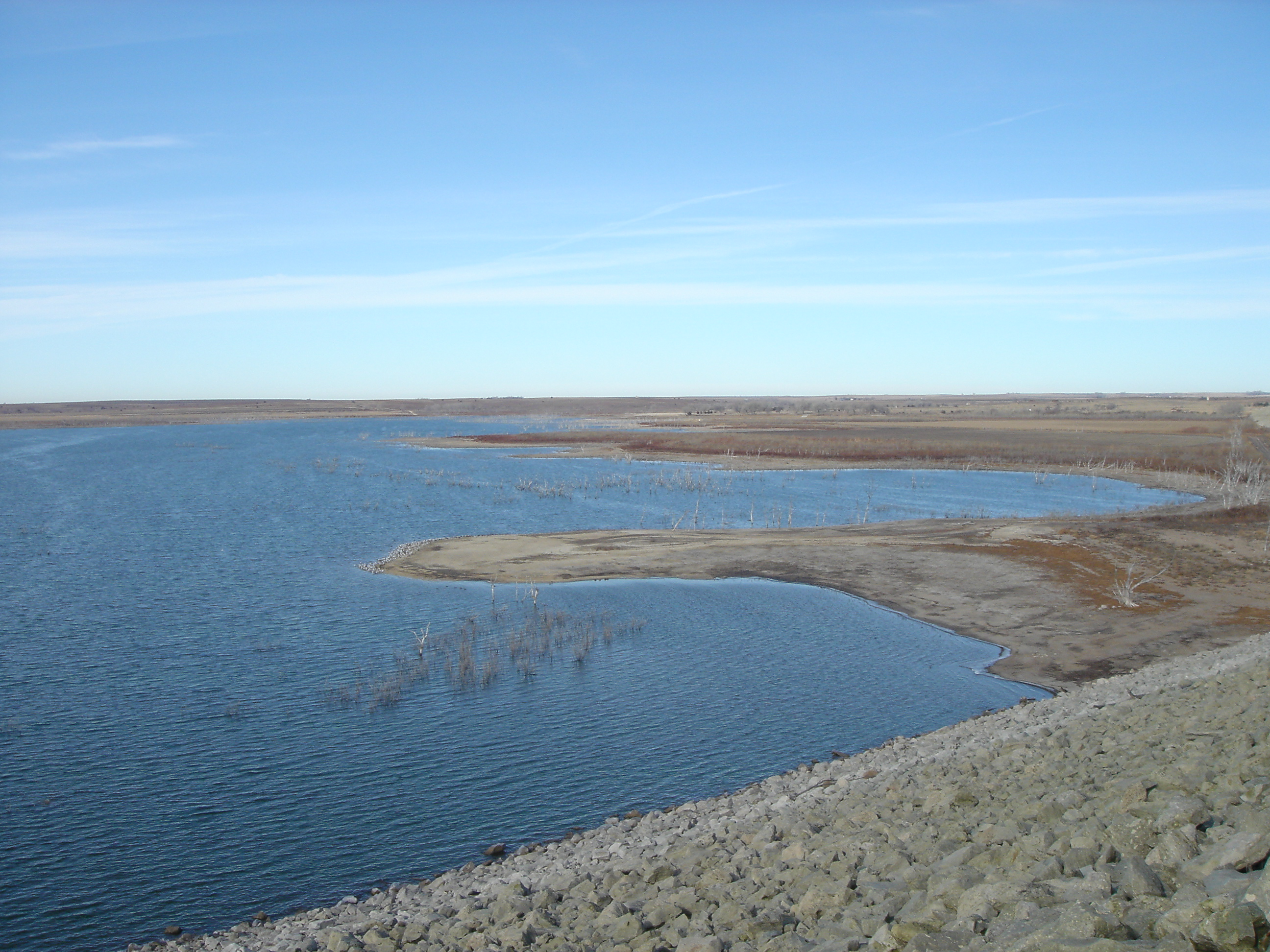
Cedar Bluff State Park
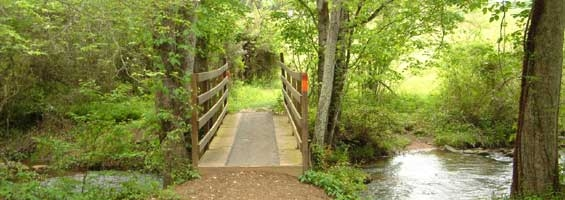
Elk City State Park
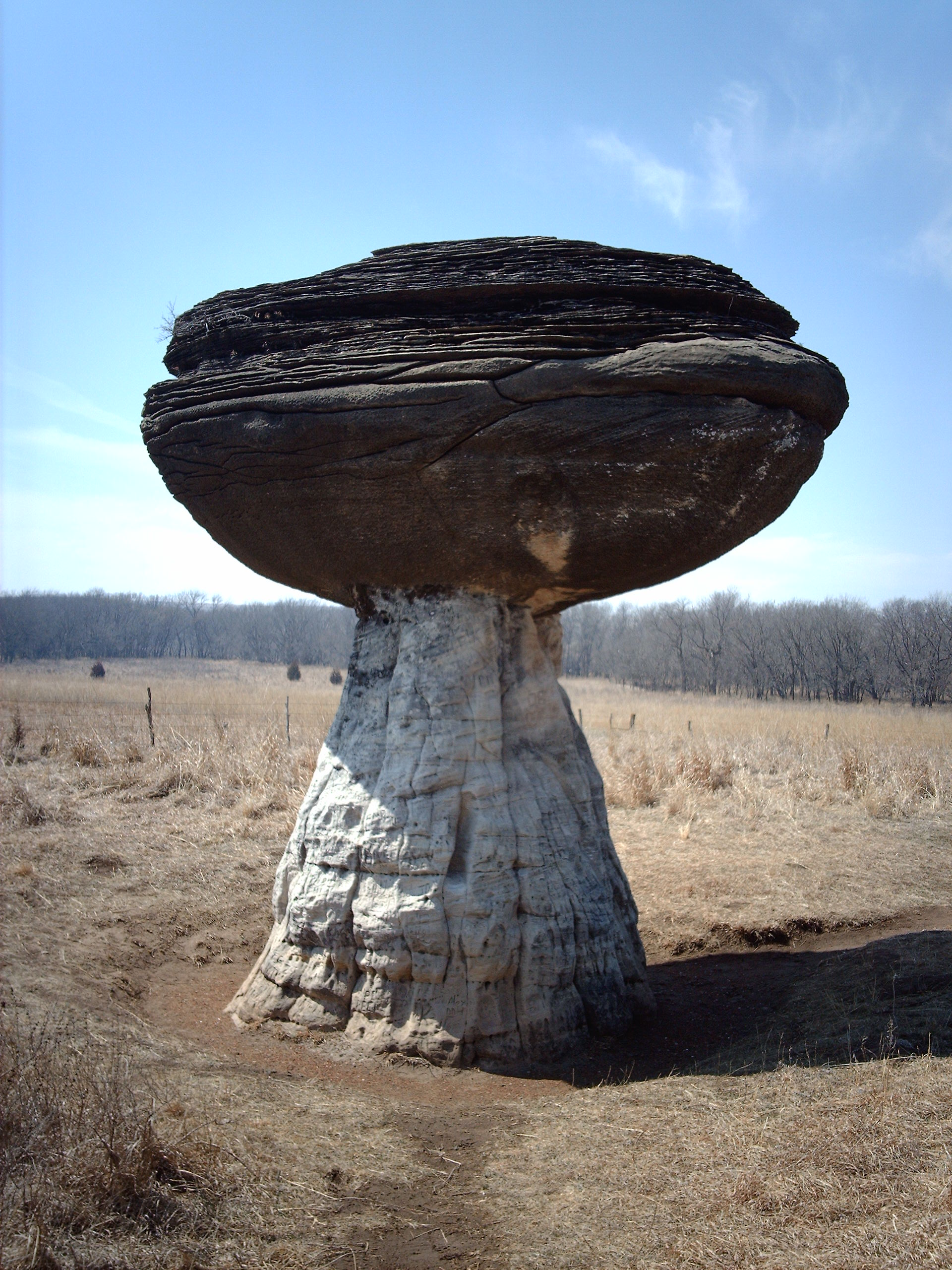
Mushroom Rock State Park